# Brukssånger
Brukssånger är Equmeniakyrkans tillägg till deras psalmbok Psalmer och Sånger. Den skapades år 2000 och psalmerna distribueras digitalt via en hemsida på internet. Församlingar kan sedan abonnera på innehållet och skriva ut ett visst antal sånger per år att använda i offentliga tillställningar inom ramen för sin verksamhet.

## Historia
Jan Mattsson var pastor i Equmeniakyrkan i Lövgärdet i Göteborg och ville anpassa gudstjänsterna även för yngre åldrar och använda sång för Trosbekännelsen till exempel. Han ville därför använda nyare musik, men upptäckte att det var svårt och kostsamt att göra, bland annat på grund av upphovsrätt och spretig distribution. Tillsammans med ungdomsledaren Anna Eriksson började han därför skriva och publicera egna sånger, som det gick att abonnera på och dela offentligt på sammankomster. Till en början skickade de ut materialet med brev. Det utvecklades till ett projekt inom Missionskyrkan, kallat Brukssånger, där nyskrivna sånger gavs ut i abonnemangsform via en webbsida. Sedan dess har Brukssångers sångarkiv vuxit med omkring 20 sånger per år och innehåller över 480 sånger (2025).

## Verksamhet

### Sångarkiv
Brukssångers utgivning fokuserar främst på församlingssång, men inkluderar även kör- och solosånger. Enligt Bruksångers webbplats ges normalt inte ut sånger som tidigare publicerats på andra plattformar.

### Låtskrivarhelg
Brukssånger arrangerar regelbundet skaparhelger för låtskrivare där nya sånger utvecklas för kommande utgivningar. Sedan starten och fram till 2022 ägde dessa träffar rum på Kuvarps kursgård i Ölsremma, men sedan 2023 har de hållits på Uskavigården norr om Nora.

## Ägandeskap och organisation

### Redaktörer och ledning
Jan Mattsson var redaktör från starten 2000 fram till 2016. År 2016 tog Equmeniakyrkan över Brukssånger och samma år lämnade Jan Mattsson över redaktörskapet till Stefan Jämtbäck. I september 2017 började Anna Eriksson som samordnare, och från och med december 2018 är hon redaktör.

### Redaktionsgrupp

#### Nuvarande medlemmar
- Anna Eriksson (redaktör 2018-)
- Lena Wohlfeil
- Hanna Ekstedt
- André Jakobsson

#### Tidigare medlemmar
- Jan Mattsson (redaktör 2000-2016)
- Stefan Jämtbäck (redaktör 2016-2018)
- Karin Wiborn
- Axel Dahlin
- Nina Tellander

## Publikationer

### Album
- 2016 - Följ med och se
- 2017 - En vind som är sann, Markusmässan och Vi tänder ljus
- 2018 - Välkommen hem och Är du nära, tätt intill
- 2019 - Jorden vaknar, Till jordens yttersta gräns och Från hjärta till hjärta
- 2020 - Den famn som trots allt bär och Värme och mod
- 2021 - En ny dag och Reflektioner
- 2022 - Kärlekens frö och Mitt i vår vardag
- 2023 - Små mirakel och Möten
- 2024 - I din närhet och Till ro
- 2025 - Nåd och sanning

### Sångböcker

#### Nära livet
Nära livet är ett urval av 100 Brukssånger som skrivits under åren och som rymmer hela livet; kyrkoårets söndagar, barn, unga, vuxna, kamp, glädje, skapelse, oro, stillhet och mycket mera. Ett fyrtiotal av Brukssångers sångskrivare har delat med sig av sina ord och toner. Nära livet är tänkt som ett komplement för såväl den gemensamma sången som solosång, i gudstjänsten, andakten eller andra samlingar.

#### Sjung livet
42 körsånger från olika utgivningar, där 28 sångskrivare från hela landet bidrar. Sångerna är tänkta för blandad kör och har tre- eller fyrstämmiga arrangemang.
Sångboken är uppdelad i sex olika avsnitt:
- Tacksamhet och glädje
- Gud i våra liv
- Rop ur mörkret
- Förlåtelse och upprättelse
- Hopp och framtid
- Ut i världen

Varje tema ramas in av en text från Psaltaren och en reflektion, formulerad av Lena Bergström.

#### Sånger för andakt och gudstjänst - i livet som det är
Ett urval av drygt 30 Brukssånger finns samlade i ett sånghäfte. Sånger som kan passa bra att sjunga i andakter och gudstjänster med inriktning mot det sköra och bräckliga i våra liv.
Texter och toner som bär när vi delar det som tynger och oroar, i längtan efter stillhet och närhet med Gud och varandra.

### Mässor/Musikgudstjänster

#### Nu sjunger skapelsen sin bön
Musikgudstjänst som handlar om hållbarhet och klimat. Materialet består av eftertänksamma texter, böner och bibelord hämtade från Apostlagärningarna. Alla sångerna kan sjungas som församlingssång, men en hel del av dem finns med körarangemang för blandad kör.

#### Till jordens yttersta gräns
Musikgudstjänst som utgår från Apostlagärningarna med sånger för fyrstämmig kör, texter och dramatisering.

#### Markusmässan
Musikgudstjänst med nattvard, som utgår från Markusevangeliet med sånger för fyrstämmig kör, texter och dramatisering.

### Andaktshäften
- Andakt i fastetid: Sånger och texter som kan användas vid andakter i fastetid.
- Andakt i sommartid: Andakten innehåller sånger, bibeltexter och böner.
- Andakt i allhelgonatid: Sånger och texter som kan användas vid andakter i allhelgonatid.
- Andakt i jultid: Sånger och texter som kan användas som andakt i jultid.

## Medverkande låtskrivare
Exempel på medverkande textförfattare och tonsättare är:
- Tomas Boström
- Sofia Camnerin
- Mark Levengood
- Karin Wiborn
- Peter Mellgren
- Martin Lönnebo
- Börje Ring